# AMD K8
AMD K8（研發代號：Hammer）是美商超微（AMD）研發並推出市場的中央處理器微架構，用以接替之前的K7微架構。K8架構是第一個引入64位x86擴充指令集的x86處理器架構，是為『AMD64』。
基於K8架構的超微處理器：
- Athlon 64
- Athlon 64 X2
- Athlon 64 FX
- Sempron
- Opteron
- Turion 64

K8架構的核心和K7架構的非常相似，兩者最主要的變化在於K8架構中引入AMD64指令集（64位x86）以及處理器晶片內建記憶體控制器。由於記憶體控制器內建於處理器內，處理器和記憶體之間直接進行資料傳送，不再需要繞道北橋晶片，因而有更低的傳送延時和更快的響應速率，相較於以前的K7架構和對手英特爾當時的一眾處理器擁有更佳的記憶體存取效能。此外K8架構後來還支援DDR2-SDRAM記憶體。

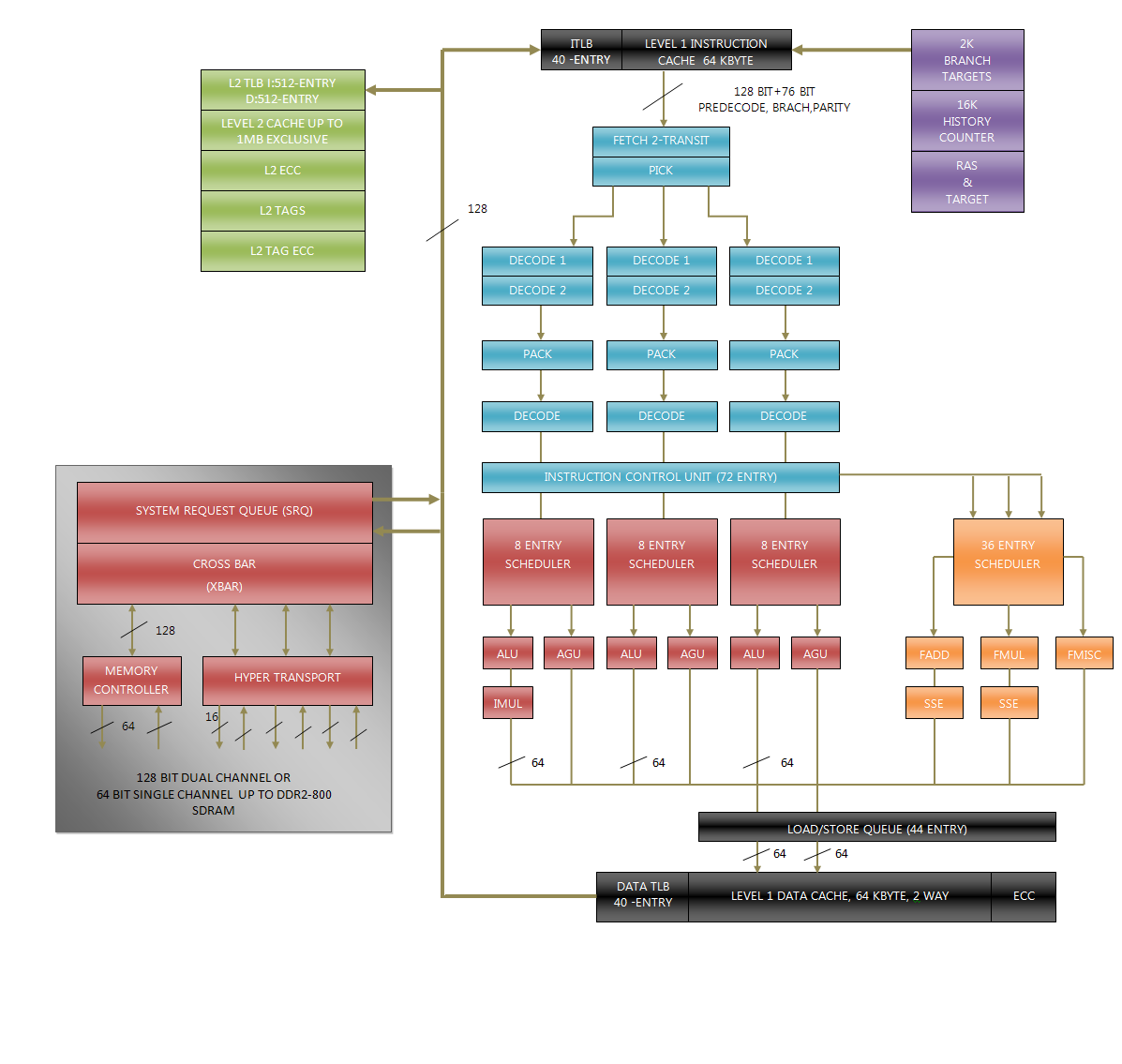
AMD K8架構圖解